# Gun dan ba! Zhong liu jun
Gun dan ba! Zhong liu jun (en chino, 滚蛋吧！肿瘤君) es una película de comedia dramática y romance china de 2015. Se basa en la vida de la dibujante de cómics Xiong Dun, quien después de su diagnóstico de cáncer escribió un webcomic popular que se convirtió en una sensación en China. Xiong murió en 2012 a la edad de 30 años.
Dirigida por Han Yan y protagonizada por Bai Baihe y Daniel Wu, la película se estrenó el 13 de agosto de 2015 y se convirtió en un éxito de taquilla.
La película fue seleccionada como la entrada china a la Mejor Película en Lengua Extranjera en la 88.ª edición de los Premios Óscar, pero no fue nominada.
"Gun dan ba! Zhong liu jun" se presentó en la quinta proyección anual de películas de coproducción internacional de China, organizada por la Motion Picture Association of America y la Oficina de Cine de la Administración Estatal de Prensa, Publicaciones, Radio, Cine y Televisión de China.

## Sinopsis
En su cumpleaños número 29, Xiong Dun (interpretada por Bai Baihe, la protagonista de la película y autora original del guion) tuvo mala suerte: perdió su trabajo porque se quejó de su maravilloso jefe, y su mejor novio la engañó, pero que mala suerte. Su suerte no llegó a su fin. Después de animar en la fiesta de cumpleaños, de repente se desmayó en su habitación. Desde ese momento, Xiong Dun se ha embarcado en un viaje de lucha contra el cáncer que es doloroso pero lleno de alegría, y la vergüenza es interminable...

## Reparto
- Bai Baihe como Xiong Dun
- Daniel Wu como Doctor Liang
- Zhang Zixuan como Amy
- Li Yuan como Xia Meng
- Liu Ruilin como Xiao Xia
- Cheng Yi como Lao Zheng
- Li Jianyi como El padre de Xiong Dun
- Liu Lili como La madre de Xiong Dun
- Shen Teng como exnovio

## Taquilla
La película ganó 29,75 millones de dólares en su primer fin de semana y encabezó la taquilla china reemplazando a Monster Hunt. Una vez descontada la venta anticipada de entradas, Gun dan ba! Zhong liu jun registró un acumulado de 31,52 millones de dólares, con 182.066 funciones y 5,46 millones de entradas en cuatro días, según datos del grupo de investigación Entgroup.